# Tetsuo Hamuro
Tetsuo Hamuro (葉室 鉄夫, Hamuro Tetsuo), né le 7 septembre 1917 et décédé le 30 octobre 2005, était un nageur japonais.

## Biographie
Tetsuo Hamuiro apparaît dans les palmarès lors d'une compétition nationale universitaire japonaise en 1935. Il remporta la médaille d'or en natation sur 200 mètres brasse lors des Jeux olympiques d'été de 1936 à Berlin. Il fut également le tenant du record du monde sur 100 mètres et 200 mètres brasse, mais le 100 mètres brasse ne figurait pas au programme olympique à Berlin. Entre 1935 et 1940, il ne fut jamais battu sur une course nagée en brasse et enleva 10 dix titres nationaux. Il se retira invaincu pour rejoindre l'armée.
Il était entraîné par Giyo Saito.